# Пекельне полум'я (оповідання)
«Пекельне полум'я» (англ. Hell-Fire) — науково-фантастичне оповідання американського письменника Айзека Азімова, вперше надруковано у травні 1956 часописом «Fantastic Universe». Згодом увійшло до збірки «На Землі достатньо місця» (Earth Is Room Enough) (1957).

## Сюжет
Журналіст Елвін Хорнер розмовляє з Джозефом Вінченцо, вченим із Лос-Аламоса, на першому показі плівки супер-прискоренної кінозйомки ядерного вибуху, «розділеної на кадри мільйонною долею секунди». Вінченцо впевнений, що ядерні бомби є пекельним полум'ям, і каже журналістові, що вони зрештою знищать людство.
Після застережень вченого, починається фільм. На короткий час, перед початком формування ядерного гриба, вибух нагадує специфічну форму: обличчя диявола.